# Paula Beer
Paula Beer (ur. 1 lutego 1995 w Moguncji) – niemiecka aktorka filmowa i telewizyjna.

## Życiorys
Zadebiutowała na dużym ekranie jako nastolatka główną rolą w filmie Dzienniki z Poll (2010) Chrisa Krausa. Przełomem w jej karierze okazał się występ w obrazie Frantz (2016) François Ozona. Za rolę tę otrzymała m.in. Nagrodę im. Marcello Mastroianniego za najlepszy debiut aktorski na 73. MFF w Wenecji oraz nominacje do Cezara dla najbardziej obiecującej aktorki i Europejskiej Nagrody Filmowej za najlepszą rolę żeńską.
Kariera Beer nabierała coraz większego rozpędu wraz z kolejnymi głównymi rolami w takich filmach, jak m.in. Tranzyt (2018) Christiana Petzolda, Obrazy bez autora (2018) Floriana Henckla von Donnersmarcka czy Undine (2020) Petzolda. Ostatnia z nich przyniosła jej Srebrnego Niedźwiedzia na 70. MFF w Berlinie oraz Europejską Nagrodę Filmową dla najlepszej aktorki.
Zasiadała w jury sekcji "Un Certain Regard" na 76. MFF w Cannes (2023).